# Monte Shinn
El monte Shinn es una montaña de más de 4661 m s. n. m., en la Antártida, situada a 6 km al sureste del monte Tyree en la cordillera Sentinel, montañas Ellsworth. Se encuentra en un sector que solo ha sido reclamado por Chile como parte del Territorio Chileno Antártico.
El monte Shinn fue descubierto en enero de 1958 durante los vuelos de reconocimiento IGY. El Comité asesor sobre nombres antárticos (US-ACAN) bautizó la montaña el Capitán de Corbeta Conrad S. (Gus) Shinn, de la Armada de los Estados Unidos, piloto de algunos de estos vuelos. Shinn era piloto de la aeronave R4D de la armada que llevaba al Almirante Dufek que, el 31 de octubre de 1956, hizo el primer aterrizaje en el Polo Sur geográfico.